# Jean Guitton
Pour les articles homonymes, voir Jean Guitton (homonymie) et Guitton.
Ne doit pas être confondu avec Jean Guiton.
Jean Guitton, né le 18 août 1901 à Saint-Étienne (Loire) et mort le 21 mars 1999 à Paris 5e, est un philosophe et écrivain catholique français, membre de l'Académie française.

## Biographie

### Formation
Jean Marie Pierre Guitton, fils de Auguste Guitton, un industriel prospère de la passementerie, et Gabrielle Bertrand, naît au sein d'une famille catholique de la bourgeoisie stéphanoise: catholique traditionnel du côté paternel, et catholique humaniste du côté maternel, son grand-père maternel faisant preuve d'agnosticisme. Cette diversité dans les expressions de la foi marque l'originalité de sa pensée. Son frère, Henri Guitton (1904-1992), devint un économiste très réputé. Il est le cousin du poète Jean Desthieux.
Élève au lycée de Saint-Étienne, il y fait de brillantes études qui le mènent à l'École normale supérieure (promotion 1920). Il y côtoie notamment Pierre-Henri Simon avec lequel il se lie d'amitié. En 1921, il rencontre Jacques Chevalier qui fut pour lui son premier maître, il lui fit découvrir le Père Pouget, Lord Halifax. Jacques Chevalier le convainc au bout d'un an de quitter la section des lettres pour la philosophie. Il est classé deuxième à l'agrégation de philosophie en 1923 et devient docteur ès lettres en 1933. Il obtient l'une de ses premières affectations au lycée Théodore-de-Banville à Moulins (Allier) ; Jean Guitton avait de solides racines bourbonnaises (à Saint-Pourçain-sur-Sioule). Sa thèse porte sur Le Temps et l'éternité chez Plotin et saint Augustin ; sa petite thèse porte sur le La philosophie de Newman. Essai sur l'idée de développement. Il enseigne au lycée pendant plusieurs années avant d'être nommé à l'université de Montpellier en 1937.

### Parcours
Son œuvre est multidimensionnelle : philosophie, critique religieuse, pédagogie, histoire de la pensée, biographie, sagesse. Philosophe, c'est d'abord par le travail de la raison qu'il aborde toutes choses. Mais ce sont ses portraits qui le font rentrer en littérature (dès le Portrait de Monsieur Pouget, apprécié d'Alain et de Camus). Jean Guitton a aussi été désigné par Bergson, aux côtés de Vladimir Jankélévitch, comme héritier de sa pensée.
Mobilisé comme lieutenant de réserve dans l'infanterie, il est prisonnier de guerre à l'Oflag IV-D (Elsterhorst) durant la Seconde Guerre mondiale. Pendant sa période de captivité, Jean Guitton rédige plusieurs ouvrages (L'existence temporelle, Essai sur l'amour humain). Il organise régulièrement des cours de philosophie, notamment sur la pensée de Bergson, dont nul n'ignorait qu'il était juif, ce qui lui valut certaines difficultés.
La captivité est pour lui l'occasion d'écrire et de publier un essai métaphysique et politique sur l'identité française : Fondements de la communauté française. Dans cet ouvrage, préfacé par Philippe Pétain à qui est dédié le texte, Jean Guitton propose de redonner à la « France nouvelle » qu'il pense voir naître depuis la Défaite, une « mystique » (II, 3) qui réussirait la synthèse du meilleur de l'Ancien Régime et de la Révolution française. Son Journal de captivité 1942-1943 se fait aussi l'écho de ses préoccupations politiques : il y raconte, entre autres choses, son engagement dans le « Cercle Pétain » du camp, où il donne des conférences et organise des rencontres entre officiers français et allemands. Plusieurs pages du Journal sont publiées, dès le 7 mars 1943, dans l'hebdomadaire pétainiste Demain, dont la mission était de rassembler les catholiques de tous bords autour du Pétain. Le 13 avril 1946, il comparaît devant une commission d'épuration, qui lui demande de reconnaître ses erreurs afin d'éviter une condamnation. Il y défend ses convictions, le régime de Vichy et Pétain et refuse d'admettre qu'il s'est trompé. Le 17 juillet 1946, la commission demande sa rétrogradation dans l'enseignement secondaire et l'interdiction d'enseigner la philosophie, pour « intelligence avec l'ennemi et aide à la propagande allemande »,.
Guitton est nommé au Lycée d'Avignon. Révolté par cette « inique épuration » il introduit une requête auprès du Conseil d'État. Celle-ci est instruite par Georges Pompidou, qui est alors maître des requêtes. La décision de la commission d'épuration est finalement annulée par un arrêt en date du 19 mars 1948, arguant du fait que « les membres du Conseil supérieur d'enquête ainsi que ceux des conseils académiques ne peuvent siéger dans les affaires où ils sont plaignants ou témoins » et en raison de la présence d'un compagnon de captivité de Jean Guitton parmi la commission (Guitton, 86.978, 19 mars 1948). Jean Guitton est réintégré dans l'enseignement supérieur et nommé à la faculté de Dijon.
Ami intime de Mgr Montini, futur pape Paul VI, il est protégé des rigueurs de l'Index. Il est appelé par Jean XXIII à participer comme simple laïc au concile Vatican II. Parallèlement, il continue de publier des œuvres philosophiques et apologétiques, qui ont fait de lui l'un des plus grands penseurs ayant étudié le catholicisme au XXe siècle.
Il contribue d'autre part à faire connaître la mystique française Marthe Robin (voir son livre Portrait de Marthe Robin) qu'il allait voir régulièrement et à qui il demande conseil avant de se présenter à l'Académie française.
Soutenu par Gabriel Marcel, il est nommé en 1955 à la chaire de philosophie à la Sorbonne, en dépit de l'opposition de Vladimir Jankélévitch et de Jean Wahl qui y voient le retour du pétainisme. Ses premiers cours sont perturbés par des étudiants qui le traitent de « collabo ». Il est élu le 8 juin 1961 à l'Académie française, au fauteuil de Léon Bérard (1876-1960). Le philosophe marxiste Louis Althusser, qui fut son élève et qui l'admirait, vient le voir secrètement à plusieurs reprises en mai 1968 pour dialoguer de nuit avec lui. En 1987, c'est au tour de l'Académie des sciences morales et politiques de lui ouvrir ses portes, au fauteuil de Ferdinand Alquié.
Il continue d'écrire jusqu'à la fin de sa vie. En 1984, il fait part de ses réflexions sur la mort et l'au-delà dans L'Absurde et le Mystère, à la suite de discussions avec le président de la République François Mitterrand, alors atteint d'un cancer. En 1991, il est entrainé dans une affaire de plagiat lorsque l'astrophysicien Trinh Xuân Thuân accuse les frères Bogdanoff d'avoir plagié son livre La Mélodie secrète (1988) pour leur livre d'entretiens avec Guitton intitulé Dieu et la science.
Pratiquant la peinture depuis son enfance, il y est fortement conduit et encouragé par Édith Desternes, peintre aux résidences parisienne et charitaine, comme lui aux racines bourbonnaises très fortes[Interprétation personnelle ?] (à Moulins et au Veurdre), et qui l'invite à exposer régulièrement ses œuvres à la Galerie Katia Granoff de Paris. Guitton a notamment peint un Chemin de croix pour l'église Saint-Louis-des-Invalides : pour chaque station, pour chaque arrêt en ce chemin, il a réalisé une « toile » – une icône – sur laquelle il a écrit une courte phrase que la peinture éclaire et qui révèle ce qu’il a peint. Jean Cocteau l'a aussi incité à décorer la chapelle des Prémontrés à Rome, puisque saint Gilbert, patron du Bourbonnais, avait fondé un monastère relevant de l'ordre des Prémontrés près de Saint-Pourçain-sur-Sioule.

### Vie privée
Le 3 septembre 1948, à Nice, Guitton s'est marié avec Marie-Louise Honorine Bonnet (Puget-Théniers, Alpes-Maritimes, 22.03.1901 - Nice, 18.01.1974), sans descendance.

#### Mort et hommage
Jean Guitton meurt le 21 mars 1999, à 97 ans dans le 5e arrondissement de Paris. Il repose dans la chapelle, adossée au cloître, qu'il avait conçus et  décorés en 1970, non loin de sa chaumière du hameau du Deveix à Champagnat (Creuse).
Il est évoqué dans le 155e des 480 souvenirs cités par Georges Perec dans Je me souviens.

## Philosophie
Dans le sillage de Bergson, la philosophie de Guitton interroge tout d'abord le temps dans sa dimension intérieure, la durée vécue. À travers l'analyse des itinéraires de vie et de pensée de Plotin, saint Augustin ou Newman, Guitton souligne l'importance d'un au-delà du temps, au cœur même de l'expérience humaine. Cette dimension de l'intemporel confère un statut différent au temps, suivant la conception qui est donnée à la première. Ainsi, la conversion, temps du changement radical, opère une mise en présence d'une donnée comprise comme éternelle, dont il s'agit de savoir si elle respecte - ou non - le temps humain et la construction de la personne. Dans cette première partie de son itinéraire philosophique, Guitton met l'homme face à l'appel d'une transcendance, mettant en évidence l'existence de positions universelles de dissociation et de fusion devant l'articulation entre temps et éternité.
Le deuxième temps de la philosophie guittonienne s'efforce de constituer une ontologie, une étude de l'être en tant qu'être.

## Œuvres
(liste partielle)
- Portrait d'une mère (1933)
- Le Temps et l'Éternité chez Plotin et Saint Augustin (1933) (Aperçu sur Google Books)
- La Philosophie de Leibniz (1933)
- Actualité de saint Augustin (1935)
- La Pensée moderne et le Catholicisme (1934-1950)
  - Perspectives (1934)
  - Newman et Renan (1938)
  - La Pensée de M. Loisy (1936)
  - Critique de la critique (1937)
  - Le Problème de la connaissance et de la pensée religieuse
  - Le Problème de Jésus et le Fondement du témoignage chrétien (1946)
  - Développement des idées dans l'Ancien Testament (1947)
- Portrait de M. Pouget, Paris, Gallimard, 1941 (réimpr. 1943, 1948, 1954, 1959, 1962, 1968, 1985), 264 p. (OCLC 878322478, BNF 41652961).
- Justification du temps (1942)
- Fondements de la communauté française (1942)
- Journal de captivité 1942-1943 (1942-1943)
- Nouvel Art de penser (1946)
- Le Problème de Jésus (1946)
- L'Amour humain (1948)
- L'Existence temporelle (1949)
- La Vierge Marie (1949)
- Pascal et Leibniz (1951)
- Le Travail intellectuel (1951)
- Journal, Études et Rencontres (1959 et 1968)
- L'Église et l'Évangile (1959)
- La Vocation de Bergson (1960)
- Platon (1960)
- Une mère dans sa vallée (1961)
- Problème et Mystère de Jeanne d'Arc (1961)
- Regard sur le concile (1962)
- Génie de Pascal (1962)
- Dialogue avec les précurseurs. Journal œcuménique 1922-1962 (1962)
- L'Église et les Laïcs (1963)
- La Conversion de Ratisbonne (1964)
- Le Clair et l'Obscur (1964)
- Dialogues avec Paul VI (1967)
- Développement de la pensée occidentale (1968)
- Profils parallèles (1970)
  - Newman et Renan
  - Pascal et Leibniz
  - Teilhard et Bergson
  - Claudel et Heidegger
- Ce que je crois (1971)
- Paul VI et l'Année sainte (1974)
- Écrire comme on se souvient (1974)
- Remarques et Réflexions sur l'Histoire (1976)
- Journal de ma vie (1976)
- Évangile et Mystère du temps (1977)
- Philosophie de la Résurrection (1977)
- L'Évangile dans ma vie (1978)
- Monadologie (1978)[22]
- Court Traité de phénoménologie mystique (1978)
- Paul VI secret (1980)
- Le Temps d'une vie (1980)
- Jugements (1981)
- Pages brûlées (1984)
- L'Absurde et le Mystère (1984)
- Portrait de Marthe Robin (1985)
- Œcuménisme (1986)
- Un siècle, une vie (1988) — 13e  Prix Fondation Pierre-Lafue 1989
- Dieu et la Science – vers le métaréalisme – (avec Igor et Grichka Bogdanoff, 1991)
- L'impur Desclee de Brouwer  (ISBN 9782220032474) (1991)
- Portrait du père Lagrange (1992)
- Les Pouvoirs mystérieux de la foi. Signes et merveilles (avec Jean-Jacques Antier, 1993)
- Celui qui croyait au ciel et Celui qui n'y croyait pas (avec Jacques Lanzmann, 1994)
- Lumen de lumine L'Atelier Contemporain Éditeur  (ISBN 2-909948-01-3) (1994)
- Chaque jour que Dieu fait (1996)
- Le Siècle qui s'annonce (1996)[23]
- Mon testament philosophique (1997)
- Ultima Verba (avec Gérard Prévost, 1998)
- Au fil des jours - Aphorismes et entretiens  (ISBN 2-909948-09-9) (1998)
- Le Livre de la sagesse et des vertus retrouvées (ISBN 978-2-262-01299-1) (avec Jean-Jacques Antier, 1998)
- La Pensée et la Guerre (2017, posthume)

## Distinctions

### Récompenses
- 1934 : Prix Bordin de l’Académie française
- 1941 : Prix Vitet de l’Académie française
- 1942 : Prix Eugène-Carrière de l’Académie française[24]
- 1949 : Prix Constant-Dauguet de l'Académie française
- 1954 : Grand prix de littérature de l'Académie française
- 1970 : Prix Ève Delacroix de l'Académie française
- 1979 : Médaille d'or Montaigne

### Décorations
- 1986 :  Commandeur de la Légion d'honneur
- 1990 :  Grand-croix de l'ordre national du Mérite
- Commandeur de l'ordre des Arts et des Lettres[25]

#### Bases de données et dictionnaires
- Ressources relatives à la recherche :   - Cairn
  - Dialnet
  - Encyclopædia Herder
  - La France savante
  - Persée
- Ressources relatives à la littérature :   - Académie française (membres)
  - Académie française (lauréats)
- Ressource relative aux beaux-arts :   - Delarge
- Notices dans des dictionnaires ou encyclopédies généralistes :   - Deutsche Biographie
  - Gran Enciclopèdia Catalana
  - Internetowa encyklopedia PWN
  - Munzinger
  - Treccani
  - Universalis
- Notices d'autorité :   - VIAF
  - ISNI
  - BnF (données)
  - IdRef
  - LCCN
  - GND
  - Italie
  - Japon
  - CiNii
  - Espagne
  - Belgique
  - Pays-Bas
  - Pologne
  - Israël
  - NUKAT
  - Catalogne
  - Suède
  - Vatican
  - WorldCat